# Hermarco de Mitilene
Hermarco de Mitilene (en griego Ἕρμαρχoς, Hérmarkhos) (c. 325 a. C. — 250 a. C.) fue un filósofo griego de la escuela epicúrea, que se hizo cargo del Jardín a la muerte de Epicuro, en el año 270 a. C. Fue discípulo de este en Mitilene, hacia el año 310 a. C., y permaneció junto a él durante muchos años (Epicuro afirma en su testamento: «envejeció conmigo en la filosofía»).

## Vida
Hermarco era hijo de Agemarco, un hombre pobre de Mitilene, y se educó como rétor, actividad que abandonó para seguir a Epicuro. Este lo designó como su sucesor. Murió a edad avanzada, con un gran prestigio como filósofo. Cicerón nos ha conservado una carta de Epicuro dirigida a él.

## Obra

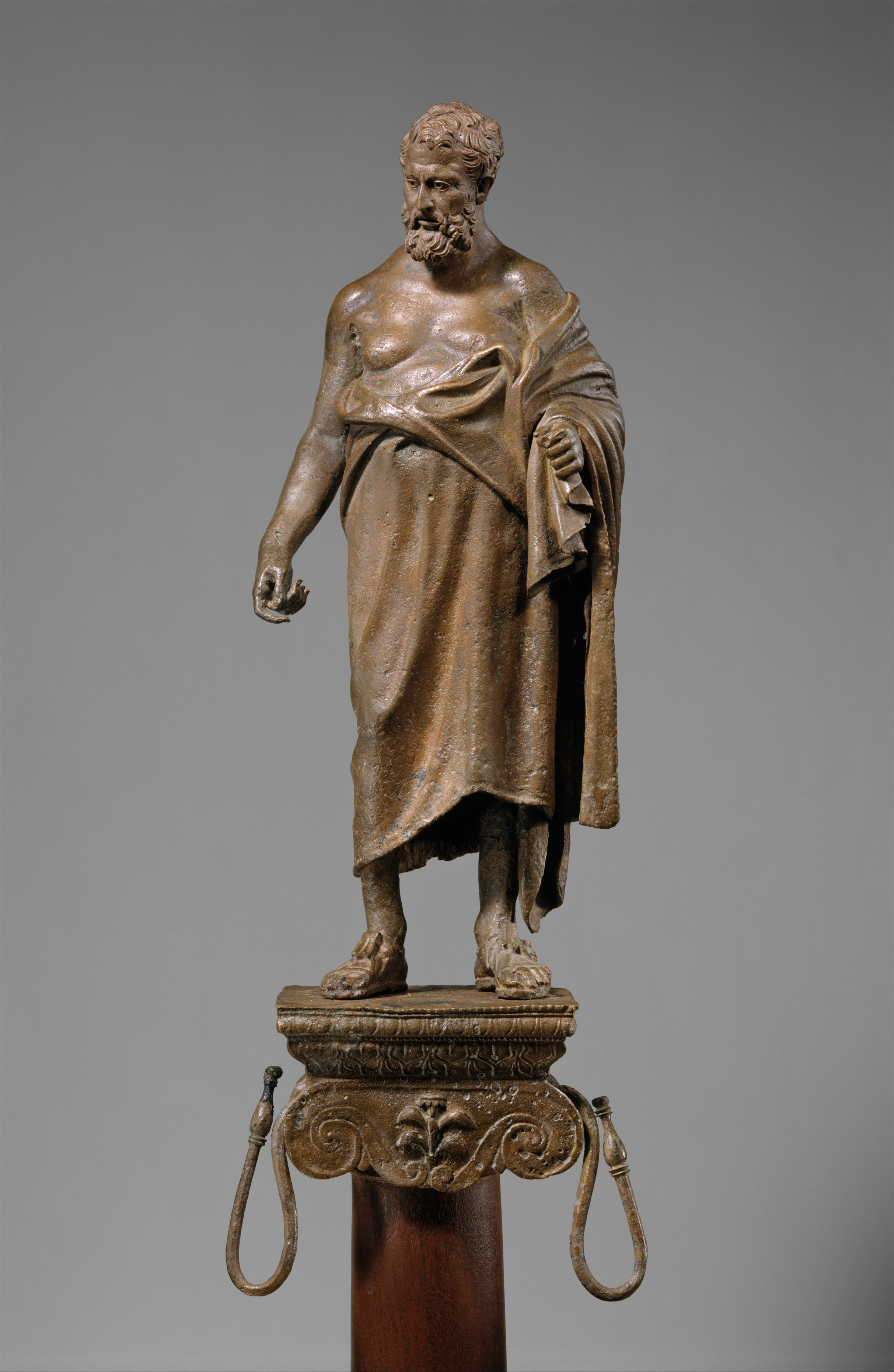
Posible estatuilla romana de bronce de Hermarco en un candelero.

Diógenes Laercio (x. 24) le atribuye las siguientes obras, ninguna de las cuales se conserva:
- Πρὸς Ἐμπεδoκλέα - Contra Empédocles (en 22 libros). Porfirio nos ha conservado un fragmento del autor, probablemente perteneciente a esta obra, en el que se discute la necesidad de una ley que regule la sociedad.[4]
- Περὶ τῶν μαθημάτων - Sobre los matemáticos.
- Πρὸς Πλάτωνα - Contra Platón.
- Πρὸς Ἀριστoτέλην - Contra Aristóteles.

Todas estas obras se han perdido, y no sabemos nada de ellas, solo sus títulos. Pero a partir de una cita de Cicerón, podemos inferir que sus obras fueron de naturaleza polémica y dirigidas contra la filosofía de Platón y Aristóteles, y sobre Empédocles.
Un fragmento largo (cita o paráfrasis) de un trabajo no especificado de Hermarco ha sido conservado por Porfirio. Este fragmento es probablemente de su Contra Empédocles. En este fragmento, Hermarco discute las razones del castigo por asesinato. Argumenta que los primeros legisladores se guiaban por el principio de que el asesinato no era bueno para la sociedad y que podían educar a otras personas sobre que este era un principio racional. Luego crearon castigos para aquellas personas que no podían ser educadas. Para todos los que entendieron que el asesinato no era útil, las leyes no serían necesarias; Los castigos solo son necesarios para aquellos que no entienden esto. Para Hermarco, este fue un ejemplo de progreso social y un aumento de la racionalidad.
Filodemo nos ha conservado en su obra Sobre la forma de vida de los dioses el punto de vista de Hermarco sobre los dioses: consideraba que, como todos los seres vivientes, los dioses respiran. Además, conversan entre sí, pues si no fuera así, serían inferiores a los mortales, que hallan placer en la buena conversación.